# چما گارسیا ایبارا
چما گارسیا ایبارا (اسپانیایی: Chema García Ibarra‎؛ زادهٔ ۱۹۸۰) کارگردان فیلم اهل اسپانیا است. وی از سال ۲۰۰۸ میلادی تاکنون مشغول فعالیت بوده‌است.
از فیلم‌هایی که وی در آن‌ها نقش داشته‌است، می‌توان به افسانه زرین اشاره نمود. فیلم کوتاه او «یورش روبات‌ها از نبولا ۵» برندهٔ بیش از ۱۱۰ جایزه گردید و در ۳۵۰ جشنواره از جمله در جشنواره فیلم ساندنس و جشنواره بین‌المللی فیلم شیکاگو برگزیده شد